# Пыльнев, Пётр Сильвестрович
Пётр Сильвестрович Пыльнев (Пылнев) (1784—1850) — русский архитектор. 

## Биография
Родился 17 (28) июля 1784 года, сын капитана. В Академию художеств поступил в 1795 году; в 1804 году получил вторую серебряную медаль за «архитектурную композицию Гостиного двора» и ещё одну вторую серебряную медаль за «проект зала для публичных балов»; в 1806 году за «проект здания для натуральной истории», он получил вторую золотую медаль, аттестат первой степени и шпагу, хотя на следующий год ему и был задан, в качестве пенсионера Академии, еще «проэкт зданию всех судебных мест в С.-Петербурге», с точным определением места постройки — между Большой Садовой и Фонтанкой, занятого домом Щукина и домом графа Апраксина (Апраксин двор).
После окончания Академии он состоял помощником у архитектора Кваренги, после смерти которого — у архитектора Руска. С 1834 года был городовым архитектором Санкт-Петербурга, а с середины 1840-х годов его деятельность была ограничена только Московской и Литейной частями. С переходом же строительной части в ведомство Путей сообщения, он вышел в отставку.
Из его построек известны дома: Комарова — в Грязной, Гусева и Геллерта — в Стремянной, Тура — в Поварском переулке, Оржевского — на Фонтанке и др.
Умер в Санкт-Петербурге 13 (25) марта 1850 года.